# Neus Segrià Fortuny
Neus Segrià Fortuny   (Tarragona, 21 de desembre de 1931 - Reus, 12 de maig de 2021) fou una ceramista catalana que sempre se sentí de Reus, ciutat d'on va ser nomenada filla adoptiva.

## Carrera
Va néixer a Tarragona l'any 1931, però un any després la seva família es va traslladar a Reus. Mentre estudiava batxillerat a l'institut de Reus, va descobrir el seu interès pel dibuix i la pintura. Als matins anava a l'institut i a les tardes treballava al taller de l'escultor Pere Vidiella un parell de dies a la setmana. Després va assistir a l'acadèmia de dibuix de Miquel Pàmies i a l'estudi del pintor Ramon Vinyes. La seva família va veure la seva vessant artística, però pensava que li calia una professió amb més seguretat. Va anar a Barcelona a estudiar a l'Escola d'Alts Estudis Mercantils, estudis que compaginava amb el dibuix, pintura i ceràmica a l'Escola Massana. Hi assistí poc temps, perquè es casà amb Josep Vila i va tenir cinc fills. Traslladats a Reus, quan la filla més gran va tenir deu anys, Neus Segrià va decidir tornar a la seva vocació. Després de visitar el monestir de Montserrat amb la seva família li cridà l'atenció una ceràmica procedent del taller Sedó d'Esparreguera, i es posà en contacte amb el taller, on va començar el seu aprenentatge en el món de la ceràmica. Durant cinc anys s'hi desplaçà dos cops per setmana i va establir amb Enric Sedó una relació professional i d'amistat. Va treballar intensament amb el torn. A Esparreguera va conèixer un dels ceramistes més internacionals del nostre país, Llorens Artigas. Gràcies al seu cosí Josep Laporte que el coneixia, va treballar amb el ceramista Antoni Cumella la tècnica de l'esmalt.

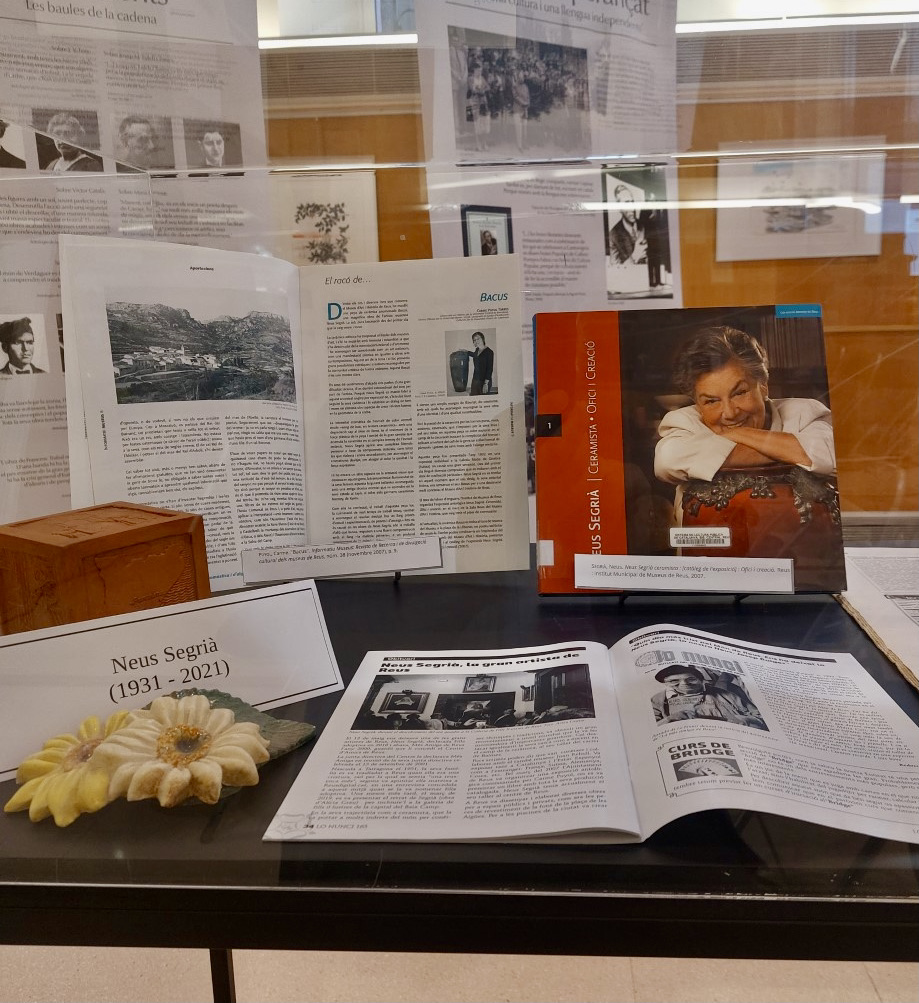
Exposició de llibres sobre Neus Segrià a la Biblioteca Central Xavier Amorós de Reus

La primera exposició personal la va fer l'any 1984 a la Galeria Anquin's de Reus, presentada pel mateix Cumella. Per perfeccionar-se tècnicament, viatjà al Japó, al taller dels germans Nazzary a Tòquio; també va assistir a cursos impartits per ceramistes de renom internacional com David Leach, Alan Caiger, Andew Schuster i Judy Trim, per millorar els coneixements. Dos anys després, el 1986, va exposar a la Galeria Kreisler de Barcelona. El diari La Vanguardia li dedicà una crítica on deia que l'àmplia selecció d'obres presentades no semblava obra d'una principiant sinó del fruit d'anys d'experiència tant pel domini del torn com de l'esmalt. En la mostra "Ceràmica Pinzellada" va exposar conjuntament amb deu pintors que van treballar sobre cent peces ceràmiques creades per ella. Els pintors van ser: Artur Aldomà Puig, Sefa Ferré, Joan Martí, Manuel Mayoral, Josep Maria Morató Aragonès, Ceferí Olivé, Jaume Queralt, Francesc Roman, M. Jesús Roselló i Josep Sala.
Va conèixer i col·laborar amb molts artistes, com ara Joan Rebull. Ha exposat tant a Catalunya i l'Estat Espanyol com a l'estranger: França, Suïssa, Alemanya, Corea, etc. Pel març del 2007 l'Ajuntament de Reus va organitzar una exposició antològica comissariada per Carme Puyol, on es va presentar un llibre amb tota la seva producció catalogada. Neus Segrià té actualment el seu taller al centre de Reus. Exposa la seva obra quan està segura de la coherència que té el conjunt de peces que mostra.
A Reus ha dissenyat i elaborat diverses obres per a espais públics i privats, com ara les peces de revestiment de la font de la plaça de les Aigües. Per a les piscines de la ciutat va crear el mural "Moviments d'aigua" el 1999. També va elaborar el mural "La Pregària" (1996) al santuari de la Mare de Déu de Misericòrdia, el mural de la parròquia de Sant Joan (2002), i el mural "Doneu bons fruits", de la parròquia de Sant Josep Obrer (2004). La ciutat de Reus, l'any 2018 va acordar distingir-la amb el títol de Filla adoptiva i va penjar un retrat seu a la Galeria de fills il·lustres.

## Obra
"Per fer una feina ben feta, te l'has d'estimar", diu Neus Segrià. Les seves obres de tenen una sèrie de característiques: entusiasme, voluntat i constància. Es caracteritzen per la puresa de les formes i la importància del color de les peces. Generalment cada sèrie, així com algunes peces soltes, tenen motius concrets d'inspiració, en la natura, els paisatges que descobreix o en algun esdeveniment. A partir d'un viatge a Egipte va fer una exposició anomenada "Empremtes del Nil", i quan va esclatar la guerra d'Iraq va fer una exposició a Barcelona en què totes les peces eren vermelles.